# Меланозома
Меланозомата е органел, който съдържа меланин, най-често срещания светлопоглъщащ пигмент в животинското царство. Клетките, които съдържат меланозоми се наричат меланоцити.
Меланозомите са оградени от липидна мембрана и имат издължена форма. По формата може да се съди за вида на клетката.